# Šumeđe
Šumeđe (1921 és 1981 között Sumeđe) falu Horvátországban Verőce-Drávamente megyében. Közigazgatásilag Raholcához tartozik.

## Fekvése
Verőcétől légvonalban 55, közúton 65 km-re délkeletre, községközpontjától légvonalban 4, közúton 7 km-re délkeletre, Szlavónia középső részén, a Krndija-hegység északi részén, az Iskrica (más néven Šumečka)-patak völgyében fekszik.

## Története
A török uralom idején, feltehetően a 16. században keletkezett Boszniából érkezett katolikus vallású sokácok betelepítésével. 1698-ban „Szumechicza” néven lakatlan településként szerepel a török uralom alól felszabadított települések között. Kezdetben kamarai birtok volt, majd 1722-ben III. Károly király a raholcai uradalommal együtt gróf Cordua d' Alagon Gáspár császári tábornoknak adományozta. 1723-ban T. Fleischmann, majd 1730-ban Pejácsevich Antal, Miklós és Márk vásárolták meg, majd 1742-ben a raholcai uradalommal együtt a Mihalovics családnak adták el.
Az első katonai felmérés térképén „Dorf Shumecsie” néven találjuk. Lipszky János 1808-ban Budán kiadott repertóriumában „Sumecse” néven szerepel. Nagy Lajos 1829-ben kiadott művében „Sumecse” néven 16 házzal, 94 katolikus vallású lakossal találjuk.
1857-ben 90, 1910-ben 83 lakosa volt. 1910-ben a népszámlálás adatai szerint lakosságának 92%-a szerb, 7%-a horvát anyanyelvű volt. Verőce vármegye Nekcsei járásának része volt. Az első világháború után 1918-ban az új szerb-horvát-szlovén állam, majd később (1929-ben) Jugoszlávia része lett. 1991-ben lakosságának 80%-a szerb, 8%-a horvát nemzetiségű volt. 2011-ben 33 lakosa volt.

## Lakossága
| Lakosság változása | Lakosság változása | Lakosság változása | Lakosság változása | Lakosság változása | Lakosság változása | Lakosság változása | Lakosság változása | Lakosság változása | Lakosság változása | Lakosság változása | Lakosság változása | Lakosság változása | Lakosság változása | Lakosság változása | Lakosság változása |
| ------------------ | ------------------ | ------------------ | ------------------ | ------------------ | ------------------ | ------------------ | ------------------ | ------------------ | ------------------ | ------------------ | ------------------ | ------------------ | ------------------ | ------------------ | ------------------ |
| 1857               | 1869               | 1880               | 1890               | 1900               | 1910               | 1921               | 1931               | 1948               | 1953               | 1961               | 1971               | 1981               | 1991               | 2001               | 2011               |
| 90                 | 89                 | 59                 | 82                 | 75                 | 83                 | 99                 | 105                | 105                | 74                 | 75                 | 71                 | 70                 | 64                 | 46                 | 33                 |

## Nevezetességei
A falu fa haranglábát 2017. október 31-én állították.